# ورزشگاه قرن لوتوس
ورزشگاه قرن لوتوس (به لاتین: Century Lotus Stadium) یک ورزشگاه در چین است که در فوشان واقع شده‌است.